# Johannes Tetens

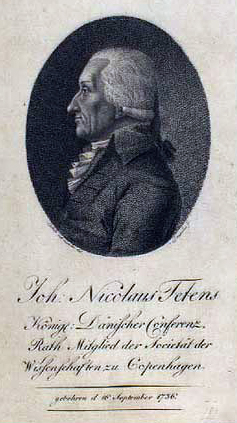
Johannes Tetens

Johannes Nikolaus Tetens (ur. 16 września 1736, zm. 17 sierpnia 1807) był niemieckim myślicielem epoki oświecenia. Immanuel Kant uważał go za autorytet w dziedzinie psychologii.
Urodził się w 1736 roku w Tetenbüll, w księstwie Holsztyn. Dorosłe życie Johannesa Nikolausa Tetensa dzieli się na dwa okresy. Pierwszy rozpoczął się w 1760 roku, gdy objął stanowisko wykładowcy uniwersyteckiego. Pracował początkowo na Uniwersytecie w Bützow, a od 1776 roku na Uniwersytecie w Kilonii. Posiadał szerokie zainteresowania obejmujące filozofię, psychologię, nauki przyrodnicze i matematykę. W traktacie Philosophische Versuche über die menschliche Natur und ihre Entwicklung spopularyzował koncepcje psychologiczne Hume'a.
Drugi okres w życiu Tetensa rozpoczęło podjęcie pracy w Kopenhadze w 1789 roku w charakterze urzędnika państwowego wysokiego szczebla. Odpowiadał za finanse i rachunkowość m.in. w banku państwowym. Działalność praktyczną łączył z pisaniem prac teoretycznych z zakresu matematyki. Zmarł w 1807 roku w Kopenhadze.